# Polystachya odorata
Polystachya odorata är en orkidéart som beskrevs av John Lindley. Polystachya odorata ingår i släktet Polystachya och familjen orkidéer.

## Underarter
Arten delas in i följande underarter:
- P. o. odorata
- P. o. trilepidis

## Bildgalleri

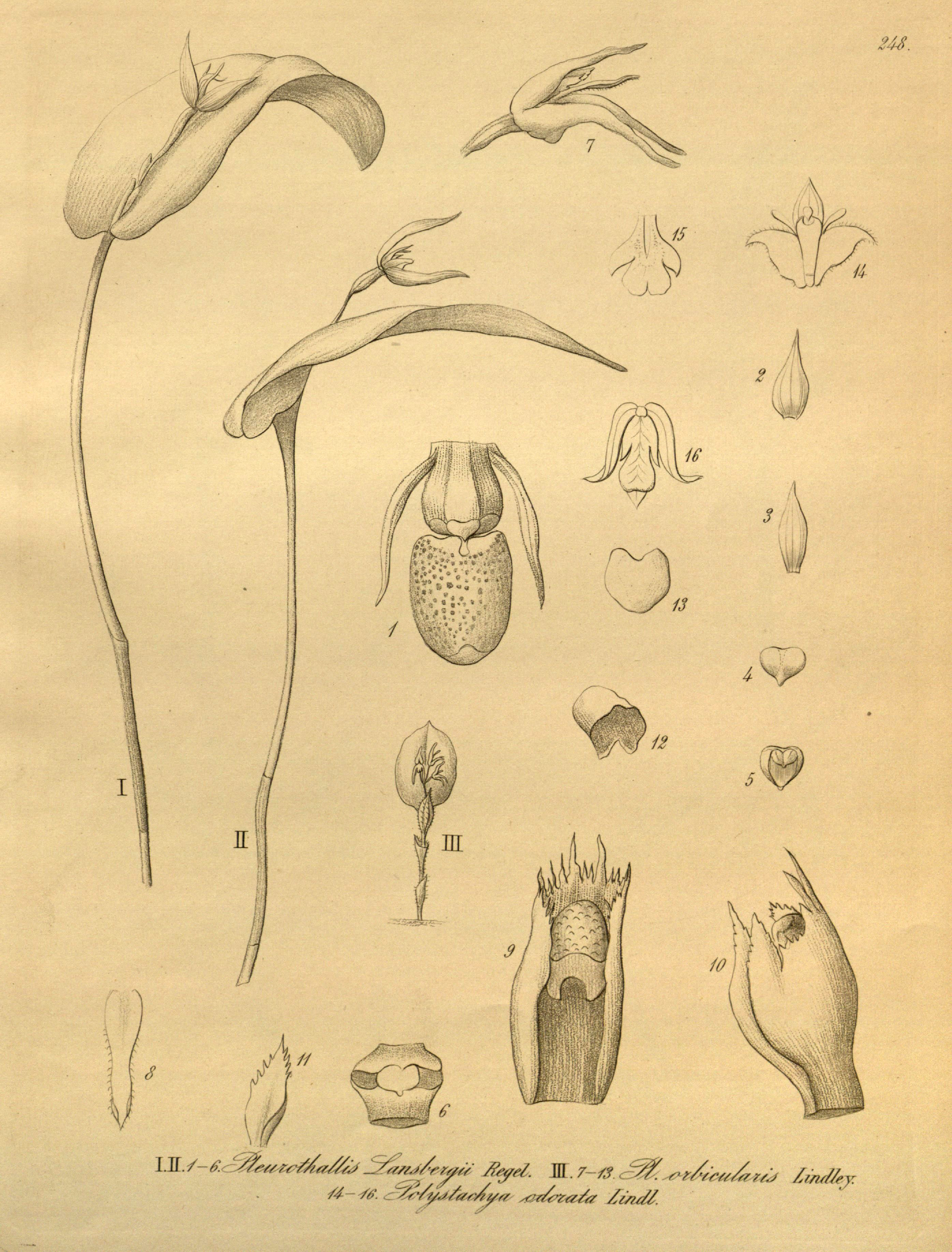
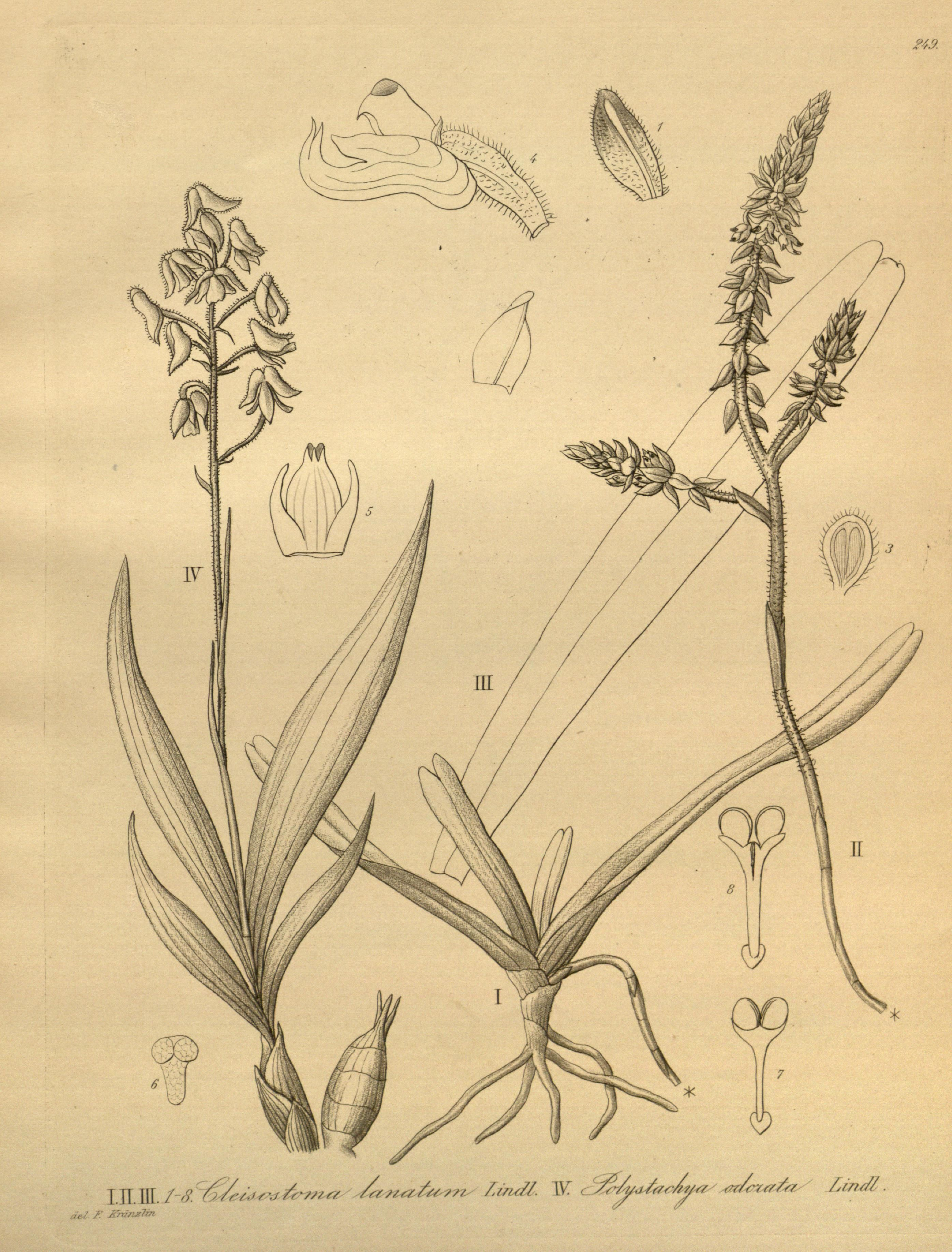